# Finlay Ranges
Finlay Ranges är ett berg i Kanada.   Det ligger i provinsen British Columbia, i den centrala delen av landet, 3 600 km väster om huvudstaden Ottawa. Toppen på Finlay Ranges är 1 023 meter över havet, eller 10 meter över den omgivande terrängen. Bredden vid basen är 0,35 km.
Terrängen runt Finlay Ranges är kuperad åt nordost, men åt sydväst är den bergig. Trakten runt Finlay Ranges är nära nog obefolkad, med mindre än två invånare per kvadratkilometer.. Det finns inga samhällen i närheten.
I omgivningarna runt Finlay Ranges växer i huvudsak barrskog.